# Əlibəyli (Zərdab)
Əlibəyli è un comune dell'Azerbaigian situato nel distretto di Zərdab. Conta una popolazione di 1 050 abitanti.